# Bedtime Stories (película)
Bedtime Stories (titulada Más allá de los sueños en España y Cuentos que no son cuento en el resto de Hispanoamérica) es una película del año 2008 estrenada a finales de ese año en Estados Unidos. En Iberoamérica se estrenó el 28 de diciembre y en España el 6 de marzo de 2009. La película fue dirigida por Adam Shankman, protagonizada por Adam Sandler, Keri Russell y Guy Pearce. Sandler con su empresa de producción Happy Madison y Andrew Gunn con su empresa Gunn Films, producen la película, y Walt Disney Pictures la distribuye.

## Sinopsis
Skeeter Bronson es un conserje de hotel cuya vida cambia para siempre cuando las historias que les cuenta a sus sobrinos misteriosamente comienzan a hacerse realidad. Tratando de aprovechar el curioso fenómeno, comienza a incorporar sus propias aspiraciones en un extravagante cuento tras otro, pero las inesperadas contribuciones que hacen los niños en conjunto con las que hace Skeeter, le harán la vida imposible.

## Reparto
- Adam Sandler es Skeeter Bronson.
- Keri Russell es Jill Hastings.
- Jonathan Morgan Heit es Patrick.
- Laura Ann Kesling es Bobby.
- Guy Pearce es Kendall Duncan.
- Teresa Palmer es Violet Nottingham.
- Courteney Cox es Wendy Bronson.
- Lucy Lawless es Aspen.
- Russell Brand es Mickey.
- Richard Griffiths es Barry Nottingham.
- Aisha Tyler es Donna Hynde.
- Jonathan Pryce es Marty Bronson.
- Rob Schneider el Mendigo del Ferrari.

## Doblaje hispanoamericano
- Víctor Ugarte — Skeeter Bronson
- Idzi Dutkiewicz — Kendall Duncan
- Humberto Vélez — Barry Nottingham
- Leyla Rangel — Violet Nottingham
- Noé Velázquez — Mickey
- Hector Lama Yazbek — Marty Bronson
- Yadira Aedo — Jill